# Carlos Ischia
Carlos Ischia, född 28 oktober 1956 i Buenos Aires, Argentina, är en argentinsk före detta fotbollsspelare. Han är sedan 2011 tränare för Deportivo Quito. Ischia gjorde två landskamper för Argentina.